# آبشار آرک تومیس
آبشار آرک تومیس (به انگلیسی: Arctomys Falls) آبشاری است که در ایالات متحده آمریکا واقع شده و ارتفاع کلی ریزشگاه آن ۱۵ متر است.